# Amis de Vannes
Les Amis de Vannes (anciennement dénommée Société « Les Amis de Vannes » ou Société des « Amis de Vannes ») est une association loi de 1901 qui œuvre à la protection et la mise en valeur du patrimoine de la ville de Vannes, préfecture du département français du Morbihan. Fondée le 5 janvier 1911 à la suite du projet de destruction de la porte Prison, plus ancien accès de la ville close, la Société des Amis de Vannes permet grâce à ses actions la sauvegarde de la porte et son classement aux monuments historiques. À la suite d'une cessation d'activités de l'association entre le début des années 1930 et 1957, une association loi de 1901 portant le nom d'Amis de Vannes est créée le 5 décembre 1957 à l'initiative de Francis Decker, maire de Vannes.

## Historique

### Les origines

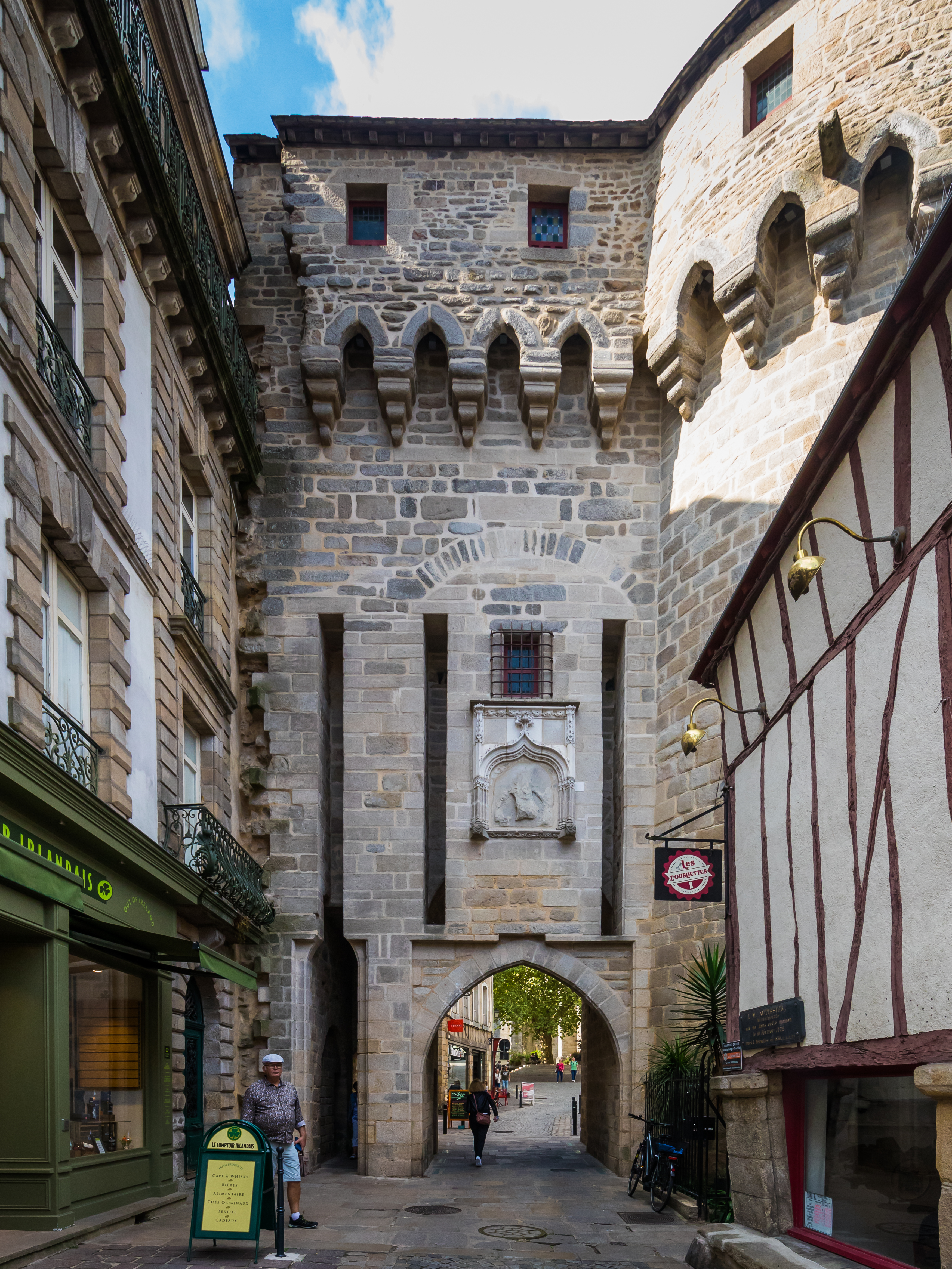
Porte-Prison, amputée d'une partie de sa tour sud (à gauche)

Dans la seconde moitié du XIXe siècle, de nombreux aménagements urbains liés au désenclavement de la ville close de Vannes ont pour conséquence la démolition de plusieurs segments de la muraille nord et ouest, ainsi que le percement de nouvelles rues. Il faut attendre l'annonce de la vente et de la destruction possible de la porte Prison, un des plus vieux accès à la vieille ville dont une partie de la tour sud avait déjà été détruite en 1886, pour voir l'émergence d'un mouvement de protestation et de défense du patrimoine vannetais,. Dans une lettre publiée dans l'Action bretonne le 28 décembre 1910, le vicomte de Sécillon, à la suite du procès-verbal de la Société Polymathique du Morbihan du 25 octobre 1910 indiquant la vente prochaine de la porte-Prison, écrit : « en ma qualité de Vannetais, désireux de conserver à ma petite patrie tout ce qui la mettait jusqu'ici au rang des cités où l'artiste et le touriste trouvent encore à glaner, je tiens moi aussi à jeter le cri d'alarme […] Il est impossible que les Vannetais laissent disparaître ce qui reste de la Porte-Prison. Qu'une souscription publique soit faite, les Beaux-Arts aideront certainement à arrondir la somme recueillie et la municipalité elle-même ayant à cœur de ne pas laisser tomber Vannes au rang de Lorient, La Roche-sur-Yon ou autres gros villages de ce genre fera certainement le reste ».
A l'appel de Charles Kozérawski,, des Vannetais, attachés à leur patrimoine, avec le concours de membres de la Société Polymathique, se regroupent le 5 janvier 1911 afin de constituer une association, la société « Les Amis de Vannes » dont le but est « l’embellissement de la ville de Vannes, la conservation de ses monuments historiques, la restauration des vieux immeubles, présentant un Caractère Artistique, enfin, l'étude et la réalisation de travaux propres à améliorer l'Esthétique de façon à intéresser et à retenir le touriste et le connaisseur ». 
La première réunion de la nouvelle société savante, présidée par Henri Prulhières, conseiller municipal, président–fondateur du Syndicat d’initiative et président de la Société
Polymathique du Morbihan, se déroule à l'Hôtel de ville de Vannes, en présence en outre de messieurs Lucien Priou et Maurice Marchais, conseillers municipaux (et futurs maires de Vannes), Lucien Laroche, Alfred Lallement et Charles Kozérawski. Un bureau provisoire, formé par Charles Kozérawski, Lucien Laroche et monsieur Dréan, est constitué. La première assemblée générale constitutive a lieu le vendredi 20 janvier 1911 à l'Hôtel de Ville. Lucien Laroche est le premier président, il restera à ce poste jusqu'à son décès le 9 mars 1912. La société s'installe dans les locaux de l'ancienne mairie, située au nord de la place des Lices.
Dès le 29 janvier 1911, le bureau des Amis de Vannes procède au classement sur les registres de la société de 80 « immeubles anciens présentant un caractère artistique ou pittoresque et fixant exactement un style ou une époque [5 catégories] », conformément à un vœu émit par monsieur David lors de la première assemblée générale. L'inscription à ce registre permet aux propriétaires des immeubles classés qui souhaiteraient restaurer leurs biens de recevoir aide et conseils de la part de la société. A la même époque « les Amis de Vannes » commence leurs actions de lobbying auprès des institutions et administrations publiques et privées.

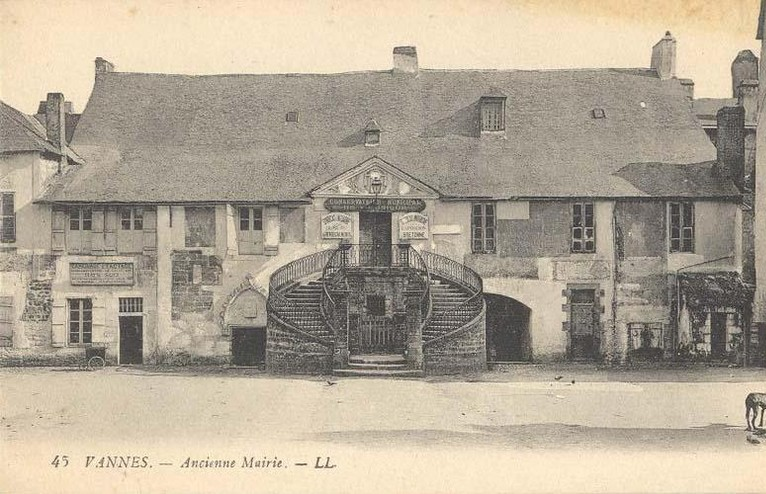
L'ancienne mairie de Vannes, premier siège de l'association

Lors de l'assemblée générale du 5 juillet 1911, sur proposition de Maurice Marchais et en accord avec le conseil municipal, le syndicat d'initiative, les Amis de Vannes et la Société Polymathique s'accordant sur la nécessité de conserver « coûte que coûte » la porte-Prison, la société des Amis de Vannes « accepte de faire toutes demandes nécessaires auprès des Sociétés artistiques, scientifiques, ou touristiques de même qu'auprès de la population Vannetaise, pour arriver à l'acquisition de la porte [Prison] ».
Ayant besoin de fonds afin de réaliser leurs actions (pose de plaques commémoratives, dégagement et remise en état du patrimoine, etc.) et racheter la porte-Prison, « les Amis de Vannes » organisent deux 
concerts, des spectacles, des conférences, une exposition bretonne artistique et historique organisée en juin-septembre 1912,,. Les concerts sont donnés avec le concours du conservatoire de Vannes, fondé en 1908 par Lucien Laroche. Le premier a lieu le 31 mai 1911 dans le théâtre de la ville, alors situé dans la Cohue.
Les Amis de Vannes obtiennent du sous-secrétaire d’État aux Beaux-Arts le classement au titre des monuments historiques par arrêté du 2 mai 1912 de la Porte-prison et tour y attenant,. La porte-prison devient le premier élément des remparts à être protégé. Via des dons publics et privés, ainsi que les événements organisés, les Amis de Vannes réussissent entre 1911 et 1912 à réunir 5 000 francs-or. Le 9 juin 1912, cette somme est remise à la ville qui avait racheté, le 30 mai, la porte pour 30 000 francs.
Le début de la Première Guerre mondiale entraîne la mise en sommeil de la société, son président, assesseurs, trésorier étant sur les champs de bataille de l'Aisne et de la Marne : « J'ai le regret de vous informer que depuis le début des hostilités, notre société imitant l'exemple de la municipalité, a renoncé à toute réalisation et à toute initiative ». Plusieurs membres de la société perdent la vie au combat.
En 1912, la Société avait acquis pour 12 000 francs un musée breton comprenant meubles et objets anciens, connu sous le nom de « collection Le Brigand », dont quelques pièces furent présentés à l'Exposition bretonne la même année. Le musée est installé en avril 1914 au 10 rue Lesage à Vannes  mais la guerre empêche son ouverture. Les Amis de Vannes reprennent leurs activités en mai 1919, le musée est finalement inauguré et ouvert le même mois. Le musée disparaîtra dans l'entre-deux guerres, la collection étant vendue en 1924.

## Structure et organisation
Fondée en 1957 à l'initiative du maire de Vannes Francis Decker, l'association « Les Amis de Vannes » est une association loi de 1901. Elle a pour objectif de « regrouper des personnes désireuses de s'investir dans le domaine patrimonial, historique, pour sauvegarder, valoriser ce que nous ont laissé nos ancêtres et participer à l'amélioration du cadre de vie ; elle peut intervenir dans les domaines suivants ; la recherche d'informations et le conseil, les manifestations et animations de la vie locale, des organismes publics, semi-publics ou privés, l'exercice de l'action civile, la participation à toutes les activités extérieures ». Chaque année, l'assemblée générale élit un conseil d'administration, qui choisit parmi ses membres le président et le bureau. Ceux-ci mettent en œuvre de façon collégiale la politique de l'association définie par le conseil d'administration. 
Les Amis de Vannes est une association agréée pour la protection de l’environnement (art. L. 141-1 du code de l’environnement) par arrêté préfectoral du 28 août 2008 ainsi qu'une association reconnue d'intérêt général. L'association est membre de la « Société pour la protection des paysages et de l'esthétique de la France », groupement qui s'est constitué afin d'agir pour la protection du patrimoine naturel et bâti en France.

### Liste des présidents
Société Les Amis de Vannes

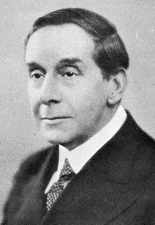
Edmond Filhol de Camas, second président de la société des Amis de Vannes

- Lucien Laroche (1855-1912) : du 20 janvier 1911 au 2 mars 1912[7].
- Edmond Filhol de Camas (1866-1945) : du 13 mars 1912[24] - {\displaystyle \simeq } 1930

Président honoraire
- Edmond Filhol de Camas (1866-1945) : de 1911 à 1912

Association Les Amis de Vannes
- Auguste Droalen (1912-1985) : du 5 décembre 1957 au 22 septembre 1985[25]
- Bertrand Frélaut (1946-2016) : de 1985 à 1998
- Jean Guitard (1949-) : de 1998 à mars 2004[26]
- Patrick Lagarde (1948-) : de mars 2004[26] au 14 février 2013[27]
- Jean Guitard (1949-) : depuis le 14 février 2013[28]

Présidents d'Honneur
- Francis Decker (1895-1975) : de 1957 à 1975
- Bertrand Frélaut (1946-2016) : de 2005 à 2016

## Identité visuelle

Le logotype de l'association est composé d'un dessin réalisé par Francis Decker, représentant la portion des remparts de Vannes entre la Tour du Connétable et la tour Poudrière avec en fond la cathédrale Saint-Pierre. 

## Publications

### Bulletin des Amis de Vannes
- Bulletin des Amis de Vannes, Les Amis de Vannes (collectif), Vannes, 1975-, annuel  (ISSN 0395-4293).

### Hors-série
- Bertrand Frélaut, Les Vannetais et leur patrimoine. Histoire des Amis de Vannes au XXe siècle, Les Amis de Vannes, coll. « Bulletin hors série » (no 1), 2007, 47 p. (ISSN 0395-4293)

- Christian Collobert, Un siècle de football à Vannes - 1898-2011, Les Amis de Vannes, coll. « Bulletin hors série » (no 2), 2012 (ISSN 0395-4293)

- Bertrand Frélaut, Vannes et son patrimoine, Les Amis de Vannes, coll. « Bulletin hors série » (no 3), 2012 (ISSN 0395-4293)

- Jacques Delarue, Cinq siècles de pans de bois à Vannes  — Exposition « Cinq siècles de pans de bois à Vannes » (12 janv. au 10 fév. 2013) au Château de l'Hermine (Vannes), Les Amis de Vannes, coll. « Bulletin hors série » (no 4), 2012 (ISSN 0395-4293)

- Bertrand Frélaut et Erwann Le Franc (présenté et annoté), Journal d’un Vannetais (1758-1800)  — Vincent Pocard du Cosquer de Kerviler, Les Amis de Vannes, coll. « Bulletin hors série » (no 5), 2013, 148 p. (ISSN 0395-4293)

- Collectif, Châteaux et manoirs de Vannes : État des lieux  — Exposition « Châteaux et manoirs de Vannes » (du 3 au 23 sept. 2016), Hôtel de Limur (Vannes), Vannes, Les Amis de Vannes, coll. « Bulletin hors série » (no 6), 2016, 120 p. (ISSN 0395-4293)

### Autres publications
- Charles Kozérawski, Guide du vieux Vannes, Les Amis de Vannes, 1914

- Bertrand Frélaut, Guide du vieux Vannes, Les Amis de Vannes, 1980, 133 p.

- Collectif, Vannes et les Vannetais à la fin du XIXe siècle  — Conférences prononcées les 23, 24, 25, 26 et 27 juin 1986 à l'occasion du Centenaire de l'Hôtel de ville de Vannes, Les Amis de Vannes, 1987, 93 p. (ISBN 978-2906818002)

- Patrick André, Jean-Pierre Leguay, André Mussat et Denis Pilven, Les remparts de Vannes, Corlay / Vannes, Les Amis de Vannes, 1988, 87 p.

- Timothy Le Goff, Roger Dupuy, Bertrand Frélaut et Dominique Julia, Vannes au début de la Révolution, Corlay / Saint-Avé, Les Amis de Vannes, 1989, 125 p.

- Amis de Vannes & l'Office de Tourisme Vannes - Golfe du Morbihan, Cinq siècles de pans de bois à Vannes : Un circuit de découverte dans le Centre-ville, Les Amis de Vannes, 2013, 16 p.

- Collectif, Les images de Vannes au XIXe siècle : Inventaire des gravures et lithographies publiées de 1776 à 1899  — Exposition à la bibliothèque municipale de Vannes (fév. 2003), Les Amis de Vannes, 2003, 57 p.